# (473120) 2015 HL179
(473120) 2015 HL179 es un asteroide perteneciente al cinturón de asteroides, descubierto el 9 de noviembre de 2007 por el equipo del Spacewatch desde el Observatorio Nacional de Kitt Peak, Arizona, Estados Unidos.

## Designación y nombre
Designado provisionalmente como 2015 HL17.

## Características orbitales
2015 HL179 está situado a una distancia media del Sol de 2,993 ua, pudiendo alejarse hasta 3,289 ua y acercarse hasta 2,697 ua. Su excentricidad es 0,098 y la inclinación orbital 13,39 grados. Emplea 1891 días en completar una órbita alrededor del Sol.

## Características físicas
La magnitud absoluta de 2015 HL179 es 16,1.